# Википедија на шведском језику
Википедија на шведском језику (швед. Svenskspråkiga Wikipedia) је верзија Википедије на шведском језику, слободне енциклопедије, која данас има око 2.609.979 чланака и заузима на листи Википедија 2. место.